# Csicsómihályfalva
Csicsómihályfalva (románul: Ciceu-Mihăiești, német Michelsdorf) falu Romániában, Erdélyben, Beszterce-Naszód megyében.

## Fekvése
Déstől nyolc kilométerre északkeletre, a Nagy-Szamos jobb partján fekszik.

## Története
1325-ben Myhalhaza, 1405-ben már Myhalfalva néven említették. Csicsó várához tartozott, 1405 és 1467 között a Bánffy család birtoka volt. 1405-ben juhötveneddel adózó román lakóit említik, 1553-ban magyar falunak mondják. Református egyháza a 17. században anyaegyházközség, 1710 körül Baca filiája lett.
1661-ben Ali basa serege pusztította el, 1704 és 1707 között Tige labancai égették föl. Az 1720-as években került a Lázár család birtokába, ők telepítették újra román lakossággal. A református egyházközség 1766-ban ötven felnőttet számlált.
Belső-Szolnok, 1876-tól Szolnok-Doboka vármegyéhez tartozott. 1886-ban megszűnt református iskolája. A 19. század végén legnagyobb birtokosa Zichy Antal volt. Magyar lakói malomkővágással foglalkoztak.
Két beosztott falujával együtt 2005-ben vált ki Petru Rareș (Retteg) községből és alakult önálló községgé.

## Népessége
- 1850-ben 442 lakosából 334 volt román, 80 magyar, 15 zsidó és 13 cigány nemzetiségű; 334 görögkatolikus, 92 református és 15 zsidó vallású.
- 1900-ban 672 lakosából 518 volt román, 136 magyar és 18 német (jiddis) anyanyelvű; 516 görögkatolikus, 136 református és 18 zsidó vallású.
- 2002-ben 931 lakosából 634 volt román, 247 cigány és 50 magyar nemzetiségű; 862 ortodox, 51 református, 9 görögkatolikus és 7 pünkösdista vallású.

## Látnivalók
- Gótikus stílusú református temploma a 15. században épült.